# Daredo
Daredo (Eigenschreibweise daredo) ist ein Medienunternehmen aus Mannheim in Deutschland, das spezialisiert ist auf elektronische Musik in Bereichen Techno, House und Lounge und Indie-Filme aus oder im Umfeld von Berlin. Die Daredo GmbH wurde im Frühjahr 2004 mit den Geschäftsbereichen Daredo GmbH (Digitalgeschäft, Vertrieb und Online Stores), Daredo Music GmbH (Master Rights) und der Daredo Publishing GmbH (Publishing Rights) gegründet. Zahlreiche Labels wurden 2004 nach der Insolvenz der Under Cover Music Group von daredo übernommen.
Neben den klassischen Vertriebswegen verstärkte daredo die Aktivitäten mit einem eigenen digitalen Vertrieb unter dem Namen digedo. Im Februar 2010 übernahm die Daredo GmbH den technischen Dienstleister deeep.net. 2014 startete Daredo einen physischen und digitalen Filmvertrieb in Frankfurt am Main. Neben dem ebenfalls 2014 begonnenen Film-Verleih in Berlin hatte Daredo in dieser Zeit drei Standorte, wobei Mannheim nach wie vor der Sitz der Firma war.
Im November 2017 übernahm die Firma UCM.ONE alle Musik- und Filmrechte sowie die Labeltrademarks und den Filmverleih. Parallel dazu wurden auch die Standorte in Frankfurt am Main und Berlin wieder aufgegeben. Seitdem konzentriert sich Daredo ausschließlich auf den digitalen und physischen Vertrieb von Musik und Filmen. Anfang 2020 wurde die Marke Digedo durch YOMU (YOur MUsic Distribution) ersetzt, und alle Untersparten des Vertriebs (Film-, Musik-, Videovertrieb) mit neuen Markennamen ergänzt. 2021 verschmolzen die Firmen Daredo und der Digitalvertrieb Unit Media zu einer neuen Marke namens Fortyfy, und plant den Schwerpunkt neben dem digitalen Musikvertrieb künftig auf Dienstleistungen im digitalen Sektor zu setzen.